# Qingcheng Shan
Planina Qingcheng (kineski: 青城山, pinyin: Qīngchéng Shān) je planina kod grada Dujiangyana u kineskoj pokrajini Sečuan. Planina je jedno od najstvetijih mjesta taoizma u Kini, i jedna od Svetih planina Kine. Prema kineskoj mitologiji, Žuti Car (Huangdi) je ovdje naukovao, zajedno s Ningom Fengzhijem. Zbog toga je širom planine izgrađeno mnogo taoističkih hramova. Planina Qincheng je, zajedno s Dujiangyan sustavom za navodnjavanje, upisana na UNESCO-ov popis mjesta svjetske baštine u Aziji i Oceaniji, 2000. godine kao "mjesta gdje je taoizam nastao, a što se slavi u njegovim brojnim hramovima".

## Povijest
God. 142., filozof Zhang Ling osnovao je nauk taoizma na brdu Qingcheng, a sljedeće godine se uselio u ono što je danas postalo poznat kao "Nebeska Špilja Tianshi" (naziv za duhovnog vođu taoizma). Tijekom dinstije Jin (265. – 420.) broj taoističkih hramova se povećao, i planina Qincheng je postala središte iz kojeg se učenje taoizma proširilo diljem Kine. Tijekom dinastije Tang djela Du Guangtinga, jednog od najznačajnijih osoba u kineskoj filozofiji i znanosti, su prikupljena u ono što je danas poznato kao "Taoistički rukopisi."
U nemirnom razdoblju na kraju dinastije Ming i početka dinastije Qing, u 17. stoljeću, veliki broj taoističkih učenjaka i učenika se preselilo na planinu Qingcheng iz svih krajeva Kine. Nakon toga, sveta planina je nastavila svoju ulogu intelektualnog i duhovnog centra taoizma; ulogu koju je zadržala do današnjih dana.

## Odlike
Planina Qincheng, sa svojih 36 vrhova, proteže se na području od oko 120 km, zapadno od Chengdua (成都, Chéngdu), glavnog grada pokrajine Sečuan, dok je ispred nje dolina Chuanxi, a iza vječito bijeli vrhovi planina Mingshan. 
Na planini Qingcheng se nalazi jedanaest hramova od posebnog značaja za taoističku arhitekturu, jer oni (za razliku od hramova planine Wudang) ne kopiraju značajke carskog dvora, nego tradicijsku arhitekturu zapadnog Sečuana. Hram Erwang, zapadno od grada Dujiangyana, je znatno povećan za vrijeme dinastije Song (960. – 1279.), i znatno obnovljen u 17. stoljeću. Građen je od drveta i nalazi se na strateškoj točki planine, s pogledom na rijeku. Rezbarije u hramu su zabilješke povijesti i postignuća u kontroli voda Dujiangyana.

## Poveznice
Znamenite kineske planine povezane s taoizmom:
- Wuyi Shan
- Wudang
- Huangshan
- Taishan

## Vanjske poveznice
- "Taming the Floodwaters"  Arhivirana inačica izvorne stranice od 19. srpnja 2011. (Wayback Machine) na chinaheritagenewsletter.org (engl.)